# Belgium politikai pártjai
Belgium szövetségi állam, ahol a politikai életet a demokratikus berendezkedésű többpártrendszer határozza meg. A pártoknak, a modern Belgiumra jellemző területi-nyelvi felosztás miatt, semmi esélyük nincsen a parlamentben abszolút többséget szerezni, ezért a második világháború óta minden belga kormány különféle pártok koalíciójának eredményeként alakult meg.
Ma majdnem minden belga párt a nyelvi határvonalaknak megfelelően két részre szakadt: a holland nyelvű párt Flandria területén és a kétnyelvű Brüsszelben, míg a francia nyelvű párt Vallónia területén és szintén a hivatalosan kétnyelvű Brüsszelben van jelen. A német nyelvi közösségnek szintén saját, nyelvi-kulturális alapon szerveződő pártjai vannak.
Európa más országaitól eltérően tehát a belga pártokat az országot alkotó közösségnek szervezik, jelen pillanatban egyetlen párt sem működik, amelyik a flamand és a vallon közösségben egyaránt megtalálható. Még a kétnyelvű Brüsszelben is a flamand és a francia testvérpártok külön jelöltet indítanak.
A belga függetlenség 1831-es kikiáltásakor és a 19. század nagy részében két nagy politikai párt uralta Belgium politikai életét: a katolikusok (vallásos, konzervatív) és a liberálisok (anti-klerikális és progresszív). A 19. század második felében, részben az 1845 és 1848 között Brüsszelben tartózkodó Karl Marx hatására alakult meg a Belga Munkáspárt, amely a kontinens egyik legfejlettebb gazdaságának dolgozóit akarta képviselni.
A mai belga pártok jórészt visszavezethetők erre a három pártra, de az idők során természetesen számos átalakuláson mentek keresztül.

## Katolikusok és kereszténydemokraták
A második világháborút követően a Belga Katolikus Párt (akkori nevén Katolikus Blokk) megszakította hivatalos kapcsolatát a belga egyházzal és modern tömegpárttá alakult, amely a politikai spektrum közepén helyezkedett el. 1945-ben alakult meg a katolikus párt utódja, a Christelijke Volkspartij-Parti Social Chrétien (CVP-PSC). 1968-ban ez a párt nyelvi-regionális alapon felbomlott: a vallon régióban a francia nyelvű Keresztényszocialista Párt (Parti Social Chrétien, PSC), míg a flamand régióban a holland nyelvű Keresztény Néppárt (Christelijke Volkspartij, CVP) jött létre.
A két párt lényegében azonos politikát folytatott, de teljesen különálló szervezettel rendelkeztek. Ma a CVP lényegesen nagyobb, mint vallon társa, a választások során általában kétszer annyi szavazatot kap. Az 1999-es választásokon a PSC-CVP koalíció vereséget szenvedett és közel 40 éves kormányzati részvétel után ellenzékbe kényszerültek. 2001-ben a CVP nevét a Kereszténydemokrata és Flamand-ra (hollandul: Christen-Democratisch en Vlaams, rövidítve: CD&V) változtatta. 2002-ben a PSC is megváltoztatta nevét, jelenlegi elnevezése Humanista Demokratikus Közép (Centre démocrate humaniste, cdH).
A 2007-es választásokat a CD&V nyerte meg szövetségeseivel, és a hosszadalmas kormányalakítási tárgyalások után 2008. március 20-án Yves Leterme alakíthatott kormányt. 2008. december 19-én azonban lemondott, utóda Herman Van Rompuy.
Az 1999-es választásokon elszenvedett nagy vereség után néhány csalódott tag elhagyta mind a CVP-t, mind a PSC-t és egy új, liberális-konzervatív pártokat alapítottak: Flandriában Johan Van Hecke és Karel Pinxten megalapította a Új Kereszténydemokraták (Nieuwe Christen-democraten, NCD) pártot. Vallóniában a Polgári Mozgalom a Változásért (Mouvement des Citoyens pour le Changement, MCC) pártot alapította meg Gérard Deprez. Mindkét párt hamarosan beolvadt a nagyobb liberális pártokba, vagyis Flandriában a VLD-be, Vallóniában a MR-be.
1893 és 1907 között működött még a Belga Keresztény Néppárt (Christene Volkspartij), amelyet Adolf Daens pap alapított és alternatívát kínált mind a katolikus, mind a szocialista pártnak. A katolikusok a kezdettől fogva elítélték a mozgalmat, míg a szocialisták a kezdeti együttműködést akkor mondták fel, amikor a Néppárt túlságosan megerősödött.

## Szocialisták és szociáldemokraták
A modern belga szocialista pártok az 1885-ben alapított Belga Munkáspárt (hollandul: Belgische Werkliedenpartij, BWP, franciául: Parti Ouvrier Belge, POB) utódai, bár a kezdetekre jellemző munkásmozgalmi lendületet és a marxista ideológiát többnyire félretették. Manapság leginkább a szakszervezeti mozgalommal együtt, a német SPD mintájára működnek. A szocialisták először az 1938-ban Paul Henri Spaak vezetésével kerültek kormányra és a második világháborút követően több alkalommal voltak tagjai a belga kormánynak. Belgium külföldön is elismert politikusai közül jó néhány, mint pl. Paul Henri Spaak vagy Achille Van Acker szocialista politikus volt.
A Belga Munkáspárt 1945-ben Belga Szocialista Párt-ra változtatta nevét, majd 1978-ban a nyelvi felosztásnak megfelelően két pártra bomlott fel. Johan Vande Lanotte az elnöke a flamand szocialista pártnak, amelynek jelenlegi elnevezése: Szocialista Párt - Mások (azaz hollandul Socialistische Partij – Anders, SP.A). A frankofón Szocialista Párt (Parti Socialiste, PS) vezetője Elio Di Rupo. Nagy általánosságban a két párt programja közötti eltérést az adja, hogy a vallon szocialisták Belgium belső problémáival foglalkoznak, míg a flamand szocialisták az 1980-as években erőteljesen a nemzetközi ügyek felé fordultak és leginkább az amerikai külpolitika bírálására építették politikájukat. Később az 1990-es években azonban Willy Claes (aki 1994-95-ben a NATO főtitkára volt), majd Frank Vandenbroucke vezetésével és Erik Derycke külügyminisztersége alatt megváltoztatták politikai nézeteiket.
A frankofón szocialisták bázisa leginkább Vallónia nagy ipari városai, Liège, Charleroi és Mons. A flamand szocialisták bázisa nem ennyire földrajzilag meghatározott.
A flamand szocialisták radikális szárnyának néhány tagja 2005-ben kivált az SP.a-ból és kisebb szélsőbaloldali pártok támogatásával külön pártot alapítottak, amelynek elnevezése Bizottság az eltérő politikáért (Comité voor een Andere Politiek - Comité pour une Autre Politique, CAP). Az SP.a-n belül a párt baloldali szárnya, az SP.a-Rood frakció képvisel hasonló politikai vonalat.

## Liberálisok és liberáldemokraták
A Belga Liberális Párt megalakulásakor elsősorban az üzletemberek, ingatlantulajdonosok, kiskereskedők, vállalkozók és általában véve az üzleti réteg pártja volt. A pártot 1846-ban hozták létre, és egyesítette az országban addig működő liberális köröket. Ez a párt 1946-ig működött, amikor Omer Vanaudenhove vezetése alatt a párt nevét Szabadság és Haladás Párt-jára változtatták (hollandul: Partij voor Vrijheid en Vooruitgang, franciául: Parti de la Liberté et du Progrès, vagy rövidítve PVV-PLP).
Emellett 1887 és 1900 között létezett egy önálló liberális párt, a Haladó Párt (franciául: Parti Progressiste, hollandul: Progressieve Partij).
A Szabadság és Haladás Pártja 1991-ig létezett, amikor nyelvi vonalak mentén felbomlott. Flandriában a Flamand Szabaddemokrata Párt (Vlaamse Liberalen en Democraten, VLD) alakult meg, Vallóniában pedig a Liberális Reform Párt (Parti Réformateur Libéral), a Reformok és Szabadságok Vallon Pártja (Parti des Réformes et de Libertés de Wallonie), valamint a Reform Mozgalom (Mouvement Réformateur) alakult meg. A VLD jelenlegi vezetője Bart Somers, aki nemrégiben befogadta a Volksunie és a CD&V pártokat elhagyó politikusokat. A MR jelenlegi vezetője Didier Reynders, az MR jelenleg a kereszténydemokraták, az MCC és a Brüsszelben működő, ott különösen erős Frankofón Demokratikus Front (Front Démocratique des Francophones, FDF) szövetsége.
Nemrégiben a VLD-nek számos jelentős politikusa távozott a pártból és új konzervatív-liberális pártokat hoztak létre: az Európai Parlamenti képviselő Ward Beysen (Liberal Appeal),  Leo Govaerts szenátor (Veilig Blauw), Hugo Coveliers szenátor (VLOTT), a VLD végrehajtó tanácsának tagja, Boudewijn Bouckaert (Cassadra vzw), és Jean-Marie Dedecker szenátor (List Dedecker)

## Nyelvi-kulturális alapon szerveződő pártok
A belga politikai élet egyik jellegzetessége az egyetlen politikai, kulturális vagy gazdasági téma köré megalakult pártok, amelyek a két nagy kulturális-nyelvi csoport érdekeit kívánják megvédeni a másik csoport, illetve a szövetségi állam ellenében. Ezek egyik legjobb példája a flamand mozgalom.
Az 1950-es, 1960-as években a legszélsőségesebb ilyen párt a flamand Volksunie (VU) volt, amely egy időben a flamand szavazatok 25%-át megszerezve került be a parlamentbe. A Volksunie követelte a leghangosabban a flamand közösség kulturális és politikai jogainak elismerését, illetve a Belgium politikai életét a függetlenség óta uraló vallonok hegemóniájának megtörését. Később azonban sorozatos választási vereségek után a párt szétesett és 2001 októberében megszűnt. A tagok közül a baloldali-liberális szárny megalakította a Spirit pártot, amely ma a flamand szocialisták választási szövetségese. A hagyományos flamand mozgalom hívei az Új Flamand Szövetség-be (Nieuw-Vlaamse Alliantie, N-VA) tömörültek.
A Franciaajkúak Demokratikus Frontja (Front Démocratique des Francophones, FDF) brüsszeli francia párt, amelynek célja a fővárosban és környékén élő franciaajkúak jogainak és kultúrájának védelme. Az országos választásokon az MR-el szövetségben indulnak.
A Franciaajkú Unió (Union des Francophones, UF) a legnagyobb belga frankofón pártokat tömörítő választási szövetség, amely a regionális választásokon szerepel.

## Zöldek
A flamand (Agalev) és a vallon (Ecolo) zöld pártok 1981-ben érték el első nagy választási sikereiket. Mindkét párt elsősorban környezetvédelmi kérdésekkel foglalkozik és általában az USA kül- és környezetvédelmi politikájának hangos bírálója. Az 1999-es választások eredményeként mindkét párt bekerült a szövetségi kormányba, de a következő választások alkalmával szavazatokat és ezzel a kormányzati pozíciót vesztettek. Az Agalev ezt követően felvette a Groen! nevet.

## A német közösség pártjai
A német közösség pártjai nem játszanak komoly szerepet a szövetségi politikai színtéren. A legnagyobb német nyelvű pártok a Keresztényszocialista Párt (Christian Social Party, CSP), a Szabadság és Haladás Pártja (Partei für Freiheit und Fortschritt, PFF), az SP német nyelvű tagozata, valamint a Német nyelvű belgák pártja (Partei der deutschsprachigen Belgier, PDB).

## Választási szövetségek
Az 5%-os választási küszöb és a pártfinanszírozási rendszer korlátai - a magánadományok gyakorlatilag tilosak, míg állami támogatást csak azok a pártok kapnak, akiknek legalább egy képviselője bekerül a parlamentbe - miatt a kisebb pártok gyakran alakítanak ki választási szövetséget a nagyobb, hagyományos pártokkal, különösen a flamand régióban. A szövetséget alkotó pártok megőrzik függetlenségüket, de közös választási listát állítanak. Ezzel a kisebb pártok is biztosak lehetnek abban, hogy legalább egy képviselőjük parlamenti helyet kap, míg a nagyobb pártnak jobb esélyei vannak a választási nyereségre.  Ez különösen a CD&V/N-VA szövetségére érvényes, mivel a CD&V lett a legnagyobb flamand párt, ezzel a párt vezethette a flamand koalíciós tárgyalásokat és kinevezhette a régiós kormány miniszterelnökét. A VLD/Vivant szövetség nem teljesített a várakozásoknak megfelelően az utolsó választásokon. A tervezett SP.a/Spirit/Groen! szövetség nem valósult meg, a szocialisták a zöldek nélkül vettek részt a választásokon.

## A pártok listája régiók szerint
A belga politikai pártok listája eredeti elnevezésük szerint, zárójelben a magyar fordítással.

### Flamand
- Christen-Democratisch en Vlaams/CD&V (Kereszténydemokrata és Flamand)
- Groen! (Zöld!)
- Lijst Dedecker/LDD (Dedecker-lista)
- Nieuw-Vlaamse Alliantie/N-VA (Új Flamand Szövetség)
- Open VLD—választási szövetség, tagjai
- Vlaamse Liberalen en Democraten/VLD (Flamand Szabaddemokrata Párt)
- Liberaal Appèl Plus
- Vivant (Kétnyelvű párt)
- Socialistische Partij - Anders/SP.A (Szocialista Párt - Mások) az SP.A-Spirit szövetség tagja.
- Spirit—az SP.A-Spirit választási szövetség tagja.
- Vlaams ProgressievenVP -- (Flamand Progresszívek)
- Vlaams Belang/VB (Flamand Érdek) -- a VLOTT szövetségese.
- VLOTT—a Vlaams Belang szövetségese.
- Veilig Blauw --  (Biztonságos Kék)

### Vallon
- Centre Démocrate Humaniste/CdH (Humanista Demokratikus Közép)
- Chrétiens Démocrates Francophones (Kereszténydemokrata Frankofón Párt)
- Ecolo
- Mouvement Réformateur/MR (Reform Mozgalom) -- választási szövetség, tagjai
- Parti Réformateur Libéral/PRL (Liberális Reform Párt)
- Mouvement des Citoyens pour le Changement/MCC (Polgári Mozgalom a Változásért)
- Front Démocratique des Francophones/FDF (Franciaajkúak Demokratikus Frontja)
- Partei für Freiheit und Fortschritt—Szabadság és haladás pártja, a Mouvement Réformateur szövetségese
- Front National/FN (Nemzeti Front)
- Parti Socialiste/PS (Szocialista Párt)
- Club républicain wallon pour l'Indépendance, la Dignité et la Liberté de la Wallonie—Vallon köztársasági klub Vallónia függetlenségéért, méltóságáért és szabadságáért

### Német
- Christlich Soziale Partei/CSP (Keresztényszocialista Párt)
- Partei für Freiheit und Fortschritt/PFF (Szabadság és Haladás Pártja)
- Partei der deutschsprachigen Belgier/PDB (Német nyelvű belgák pártja)

### Törpepártok

#### Kétnyelvű
- Belgische Unie/Union Belge (Belga unió)
- Comité voor een Andere Politiek/Comité pour une Autre Politique (Bizottság az eltérő politikáért)
- Front nouveau de Belgique/FNB (Új Belga Front)
- Internationaal Verzet - Résistance Internationale—Nemzetközi Ellenállás
- Linkse Socialistische Partij/LSP (Baloldali Szocialista Párt) és Mouvement pour une Alternative Socialiste/MAS (Mozgalom az Alternatív Szocializmusért)
- Parti Humaniste(Humanista Párt)
- Rassemblement Wallonie-France
- Ligue communiste révolutionnaire/LCR (Forradalmi Kommunista Liga) és Socialistische Arbeiders Partij/SAP (Szocialista Munkáspárt)
- Partij van de Arbeid van België/Parti du Travail de Belgique (Belga Munkapárt)
- Internationale Arbeidersliga/Ligue Internationale des Travailleurs (Nemzetközi Munkásszövetség)

#### Egyebek
- Kommunistische Partij (Kommunista Párt - flamand)
- Parti Communiste (Kommunista Párt - vallon)
- NEE ("Nem" hollandul)
- Militan
- Natuurwetpartij
- Nieuwe Christen Democratie --  Új Kereszténydemokrácia
- SoLiDe (Sociaal-Liberale Democraten) --  szociálliberális flamand párt
- Cercle des Etudiants Socialistes (ULB)
- Moslim Democratische Partij -- Muzlim Demokratikus Párt
- Parti Socialiste de la solidarité islamique -- Iszlám Szolidaritás Szocialista Pártja
- Christen-Democratische Studenten -- Kereszténydemokrata Diákok